# 加拉塔灣

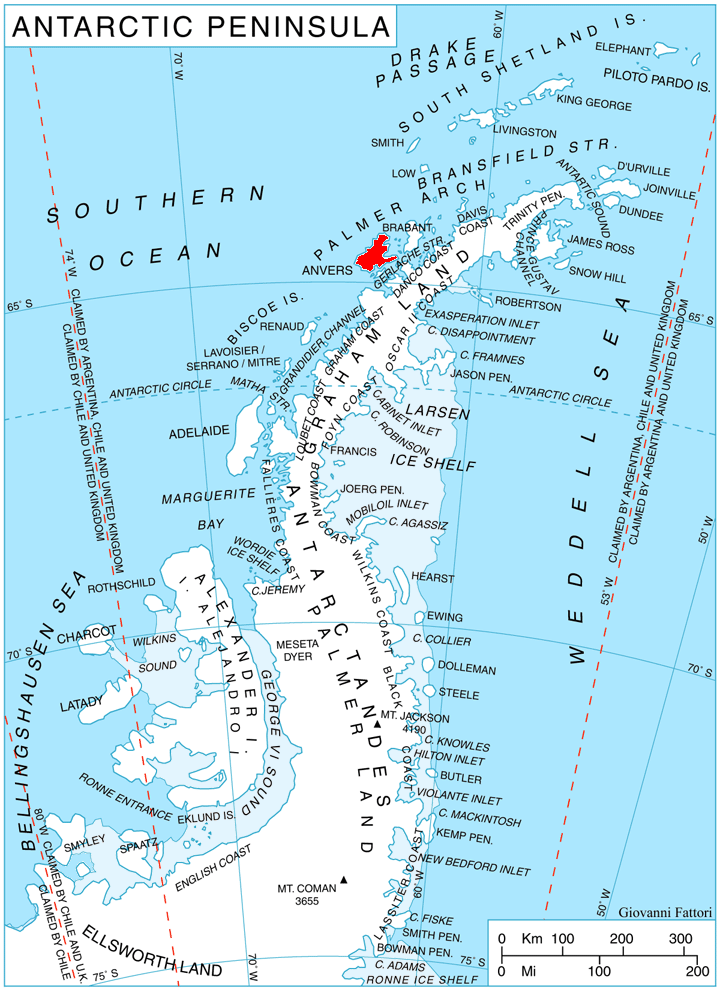

加拉塔灣（英語：Galata Cove）是南極洲的海灣，位於帕默群島的昂韋爾島東北岸，長2.18公里、寬1.93公里，入口處在弗羅洛什角和德利拉德夫角之間，現時由南極條約體系管理。